# FHM
FHM o For Him Magazine è una rivista mensile britannica; ha una versione internazionale, FHM International, pubblicata in 27 Paesi: Regno Unito, Australia, Cina, Danimarca, Francia, Paesi Bassi, India, Indonesia, Giappone, Lettonia, Malaysia, Norvegia, Pakistan, Filippine, Portogallo, Romania, Russia, Singapore, Slovenia, Sudafrica, Spagna, Svezia, Taiwan, Thailandia, Turchia, Stati Uniti, Ungheria.

## Storia editoriale
Fondato da Chris Astridge, esordì nel 1985 nel Regno Unito con il nome di For Him, poi modificato in FHM nel 1994 quando l'EMAP acquistò il periodico (anche se la dicitura For Him Magazine viene mantenuta in ogni edizione). Venne poi venduto dalla EMAP alla Bauer Media Group nel febbraio 2008.
FHM è in vendita in Germania, Norvegia, Russia, Spagna, Sudafrica, Cina, India, Indonesia, Filippine, Singapore, Thailandia e Australia: l'edizione cartacea americana del periodico è stata chiusa nel 2006 e, da allora, è stata edita solo via internet, la versione ungherese è stata chiusa nel dicembre 2009, mentre l'edizione russa è stata chiusa per un breve periodo di tempo. L'edizione italiana esordì nel luglio 2012: nel 2012 hanno posato per la copertina le showgirl Francesca Fioretti (luglio - Anno 1, n. test), Melita Toniolo (ottobre - Anno 1, n. 1) e Micol Azzurro (novembre - Anno 1, n. 2). FHM Italia si propone di fare concorrenza a Playboy Italia e a riviste come Max, For Men Magazine, Maxim e Fox.

## FHM 100 Sexiest Women in the World
| Anno | Vincitrice                | Età | Immagine | Note                                                                             |
| ---- | ------------------------- | --- | -------- | -------------------------------------------------------------------------------- |
| 1995 | Claudia Schiffer          | 25  |          | Prima e unica supermodella nonché prima europea a vincere il premio.             |
| 1996 | Gillian Anderson          | 28  |          | Prima star televisiva a vincere il premio. Prima vincitrice scelta dal pubblico. |
| 1997 | Teri Hatcher              | 33  |          | Prima ultratrentenne a vincere il premio.                                        |
| 1998 | Jenny McCarthy            | 26  |          |                                                                                  |
| 1999 | Sarah Michelle Gellar     | 22  |          |                                                                                  |
| 2000 | Jennifer Lopez            | 31  |          |                                                                                  |
| 2001 | Jennifer Lopez            | 32  |          | Prima donna a vincere il premio due volte.                                       |
| 2002 | Anna Kurnikova            | 22  |          | Prima e unica atleta a vincere il premio.                                        |
| 2003 | Halle Berry               | 37  |          | Prima e unica donna di colore a vincere il premio. Vincitrice meno giovane.      |
| 2004 | Britney Spears            | 23  |          |                                                                                  |
| 2005 | Kelly Brook               | 25  |          |                                                                                  |
| 2006 | Keira Knightley           | 21  |          | Vincitrice più giovane.                                                          |
| 2007 | Jessica Alba              | 26  |          |                                                                                  |
| 2008 | Megan Fox                 | 22  |          |                                                                                  |
| 2009 | Cheryl Cole               | 25  |          |                                                                                  |
| 2010 | Cheryl Cole               | 26  |          | Seconda donna a vincere il premio due volte.                                     |
| 2011 | Rosie Huntington-Whiteley | 24  |          |                                                                                  |
| 2012 | Tulisa Contostavlos       | 24  |          |                                                                                  |
| 2013 | Mila Kunis                | 29  |          |                                                                                  |
| 2014 | Jennifer Lawrence         | 24  |          |                                                                                  |
| 2015 | Michelle Keegan           | 29  |          |                                                                                  |